# Darýa Semýonowa
Darýa Semýonowa (ur. 28 maja 2002) – turkmeńska pływaczka. Brała udział w wyścigu na 100 metrów stylem klasycznym kobiet na Letnich Igrzyskach Olimpijskich 2016. W 2019 roku reprezentowała Turkmenistan na Mistrzostwach Świata w Pływaniu 2019 w Gwangju w Korei Południowej. Startowała w wyścigu na 50 metrów stylem klasycznym kobiet i na 100 metrów stylem klasycznym kobiet.